# Ellis Minns
Ellis Hovell Minns (16 juillet 1874 - 13 juin 1953) est un universitaire et archéologue britannique dont les études se concentrent sur l'Europe de l'Est.

## Biographie
Formé à Charterhouse, il va au Pembroke College, Cambridge, étudiant les tripos classiques, notamment le slavon et le russe. Il vit brièvement à Paris avant de s'installer à Saint-Pétersbourg en 1898 pour travailler à la bibliothèque de la Commission archéologique impériale. De retour à Cambridge en 1901, il commence à donner des cours de lettres classiques.
En 1927, il est nommé professeur Disney d'archéologie, poste qu'il occupe jusqu'en 1938. Il écrit beaucoup, avec des livres dont Scythians and Greeks (1913)  et The Art of the Northern Nomads (1944). Il est une autorité en matière d'icônes slaves et en 1943, il effectue la traduction russe gravée sur le cérémonial « Sword of Stalingrad » présenté par le peuple britannique en hommage aux défenseurs de la ville russe.
Dans les honneurs du Nouvel An de 1945, Minns est nommé chevalier.